# Rüdiger von Pachelbel
Rüdiger von Pachelbel (* 29. April 1926 in Berlin; † 27. Oktober 2011 in München) war ein deutscher Diplomat, unter anderem ab 1984 als Botschafter der Bundesrepublik Deutschland in Griechenland.

## Leben
Rüdiger von Pachelbel stammte aus dem Haus von Pachelbel-Gehag, wurde als Sohn der Freifrau Marieluise von Pachelbel, geborene von Bartsch, und ihrem Ehemann, dem promovierten Juristen Karl-Wolfgang Freiherr von Pachelbel, 1926 in Berlin geboren, besuchte das Joachimsthalsche Gymnasium in Templin und absolvierte seinen Kriegsdienst 1944/1945. Er studierte ab 1946 Rechtswissenschaften an der Universität Hamburg, ab 1948 Völkerrecht am University College London, dann Politik, Philosophie und Nationalökonomie an der University of Oxford mit Abschlüssen als B.A. und M.A. Im Jahr 1952 begann er an der Harvard University internationales Wirtschaftsrecht zu studieren, abgeschlossen als LL. M.
Von 1953 bis 1957 hatte Rüdiger von Pachelbel eine Anstellung in der Auslandsabteilung des Presse- und Informationsamtes der Bundesregierung in Bonn, wo ihm schon im Januar 1954 die Redaktionsleitung des englischsprachigen Bulletins der Bundesregierung übertragen wurde. Anschließend war er im Auswärtigen Amt bzw. Auswärtigen Dienst tätig; von 1957 bis 1963 Presseattaché an der deutschen Botschaft in London. Danach war er zunächst stellvertretender Leiter und ab 1963 Leiter der Presse- und Informationsabteilung an der Botschaft in Kairo, bis im Mai 1965 durch den ägyptischen Staatschef Gamal Abdel Nasser die diplomatischen Beziehungen zur Bundesrepublik Deutschland abgebrochen wurden. Als Legationsrat leitete er anschließend die Presse- und Informationsabteilung an der Botschaft in Lagos (Nigeria). 1968 bis 1972 war von Pachelbel Presseattaché an der deutschen Botschaft in Rom und wohnte an der Piazza Navona. 1972 holte ihn der damalige Bundesaußenminister Walter Scheel als außenpolitischen Regierungssprecher nach Bonn, wo er bis 1975 als Sprecher des Auswärtigen Amtes tätig war.
Der Bundesminister für wirtschaftliche Zusammenarbeit Erhard Eppler hatte im Vorwärts eine Aufnahme des Estado Novo (Portugal) (an welchen die Bundesregierung in Bonn über Samuel Cummings Waffen lieferte) in die Europäische Wirtschaftsgemeinschaft mit einem Ende des Kolonialkrieges in Mosambik konditioniert. AA-Sprecher Rüdiger von Pachelbel erklärte im Fernsehen:

„Wir können nicht als moralisierende Tante mit erhobenem Zeigefinger und missionarischem Eifer der übrigen Völkerfamilie auf den Wecker fallen.“

Generalstabs-Oberst Hossein-Wahdatehagh, Militärattaché von Mohammad Reza Pahlavi in Bonn hatte zum Konflikt zwischen Iran und dem Irak erklärt: „Wir können schon seit 1000 Jahren mit den Arabern nicht auskommen, und die mit uns auch nicht.“ Seit der Ölkrise hatte von Pachelbel auf die Frage, ob Iran ein Spannungsgebiet sei, mit einem bündigen „Nein“ zu antworten, wodurch Rüstungsexporte an das Regime von Mohammad Reza Pahlavi ihre Exportgenehmigung beim Außenwirtschaftsamt entsprechend dem Kriegswaffenkontrollgesetz erhielten. Im Herbst 1974 begleitete von Pachelbel Hans-Dietrich Genscher zu Verhandlungen nach Moskau. Als zur Zeit der Regierung Schmidt 1975 die Verhandlungen über einen Konsularvertrag zwischen Österreich und der DDR öffentlich wurden, was der Hallstein-Doktrin zuwiderlief, ließ Hans-Dietrich Genscher über von Pachelbel erklären:

„Das der Bundesrepublik Deutschland nach den allgemeinen Regeln des Völkerrechts zustehende Recht zur konsularischen Betreuung im Sinne des Artikels 116 des Grundgesetzes darf daher durch Konsularverträge, die dritte Staaten mit der DDR abschließen, nicht eingeschränkt werden.“

Ende 1975 übernahm Rüdiger von Pachelbel als Botschafter die Botschaft in Beirut (Libanon), gerade als der libanesische Bürgerkrieg ausbrach. Dadurch ergaben sich äußerst abenteuerliche und gefährliche Lebens- und Arbeitsbedingungen.
Ähnlich problematisch war sein nächster Botschafterposten von 1979 bis 1984 in Addis Abeba (Äthiopien), wo durch das Militärregime und die an Hunger leidende Bevölkerung schwierige Aufgaben zu lösen waren. Anschließend von 1984 bis 1988 übernahm von Pachelbel das Amt des Botschafters in Athen (Griechenland) und schließlich bis zu seiner Pensionierung 1991 in Kopenhagen (Dänemark).
Nach seiner Versetzung in den Ruhestand (1991) verbrachte er die Wintermonate in München, die Sommermonate in dem von ihm restaurierten Castello di Albola bei Radda in Chianti.

## Grass und von Pachelbel
Günter Grass beabsichtigte im Sommer 1973 einen Besuch in Moskau. Zwei Tage vor dem Besuch übermittelte der Botschafter Ulrich Sahm per Telefax seine Empfehlung, die Reise nicht anzutreten. Als Sprecher des Außenministeriums verbreitete Rüdiger von Pachelbel, in einer amtlichen Erklärung zur Empfehlung von Sahms, sie sei

„sicher kein Anlaß, die Sache an die große Blechtrommel zu hängen. Sonst kommen wir noch in die Hundejahre“

Grass warf dem Außenministerium in Bonn seinerseits „Leisetreterei“ und „flegelhaften Zynismus“ vor.

## Ehrungen
- Rechtsritter des Johanniterordens
- 1979: Bundesverdienstkreuz 1. Klasse
- 1984: Großes Bundesverdienstkreuz